# Synodontis xiphias
Synodontis xiphias là tên của một loài cá da trơn bơi lộn ngược và là loài đặc hữu của lưu vực sông Niger của Nigeria. Vào năm 1864, nhà ngư học người Đức Albert Günther đã mô tả loài cá này dựa trên mẫu vật thu thập được ở sông Niger. Tên loài xiphias được đặt dựa trên một từ tiếng Hy Lạp là "xiphos", nghĩa là "kiếm". Tức chỉ cái mũi kéo dài ra phía trước chúng.

## Mô tả
Tương tự như nhiều loài trong chi Synodontis, S. geledensis xương đỉnh đầu của chúng kéo dài ra phía sau đến tia vây đầu tiên của vây lưng thì dừng lại. Hai bên đầu chúng mọc ra hai cái xương hẹp, cứng, nhám, chiều dài thì hơn chiều rộng, đỉnh thì nhọn. Nhờ bộ phận này mà các nhà nghiên cứu có thể nhận dạng được loài cá này.
Chúng có 3 cặp râu. Một cặp ở hàm trên thì dài, không phân nhánh, có thể có màng ở nối với cơ thể ở gốc, khi mở rộng thì có chiều dài khoảng 1⁄2 chiều dài của đầu. Còn hai cặp ở dưới thì dài và cả hai đều phân nhánh.
Tia vây đầu tiên của vây lưng và vây ngực thì cứng và có đỉnh nhọn. Ở phần lưng thì phía trước mềm và phía sau thì có răng cưa. Còn ở phần ngực thì khoảng 1⁄2 chiều dài của đầu và có răng cưa ở 2 bên. Vây hậu môn thì có 4 tia vây không nhánh và 8 tia vây phân nhánh, nhọn. Vây đuôi thì chia ra làm 2 rất rõ ràng.
Ở hàm trên thì răng của chúng có hình cái đục, còn ở hàm dưới thì có hình chữ S (hay hình cái móc). Số lượng răng ở hàm dưới thường được dùng để phân biệt các loài, ở Synodontis caudovittatus thì hàm dưới có tám cái răng.
Cơ thể của loài cá này chỉ có độc một màu nâu với những đốm đen nhỏ hình tròn ở cả hai bên cơ thể và vây mỡ (phần vây nằm giữa vây lưng và đuôi)
Chiều dài của chúng khi trưởng thành có thể lên đến 67.5 cm (26.6 in). Nhìn chung thì cá thể giống cái thì to hơn giống đực dù cùng lứa tuổi với nhau.

## Môi trường sống và tập tính
Trong tự nhiên, loài cá này chỉ được tìm thấy ở hạ lưu sông Niger.. Chúng bị đánh bắt với mục đích tiêu thụ của con người và hiện nay môi trường sinh sống của chúng đang bị mất đi do vực thăm dò dầu.
Hành vi sinh sản của các loài trong chi Synodontis hầu như vẫn chưa rõ, ngoại trừ việc đếm được số lượng trứng từ việc đánh bắt được các cá thể cái. Mùa sinh sản thì có lẽ diễn ra vào mùa lũ từ tháng 7 đến tháng 10, rồi chúng bắt cặp và bơi cùng nhau đến hết mùa sinh sản. Tốc độ phát triển của chúng tăng nhanh vào năm đầu tiên rồi giảm dần theo từng năm.